# Palau Blaugrana
Il Palau Blaugrana (in catalano Palazzo Blugranata) è una struttura sportiva di Barcellona che funge da sede delle partite ufficiali delle sezioni di pallacanestro, pallamano, hockey su pista e calcio a 5 del Futbol Club Barcelona. Ha una capienza di 8.250 posti.
Edificato nel 1971, inizialmente poteva contenere 5.696 spettatori. Nel 1994 fu ristrutturato e portato alla capienza attuale. È situato tra il Mini Estadi e il Camp Nou.

## Galleria d'immagini

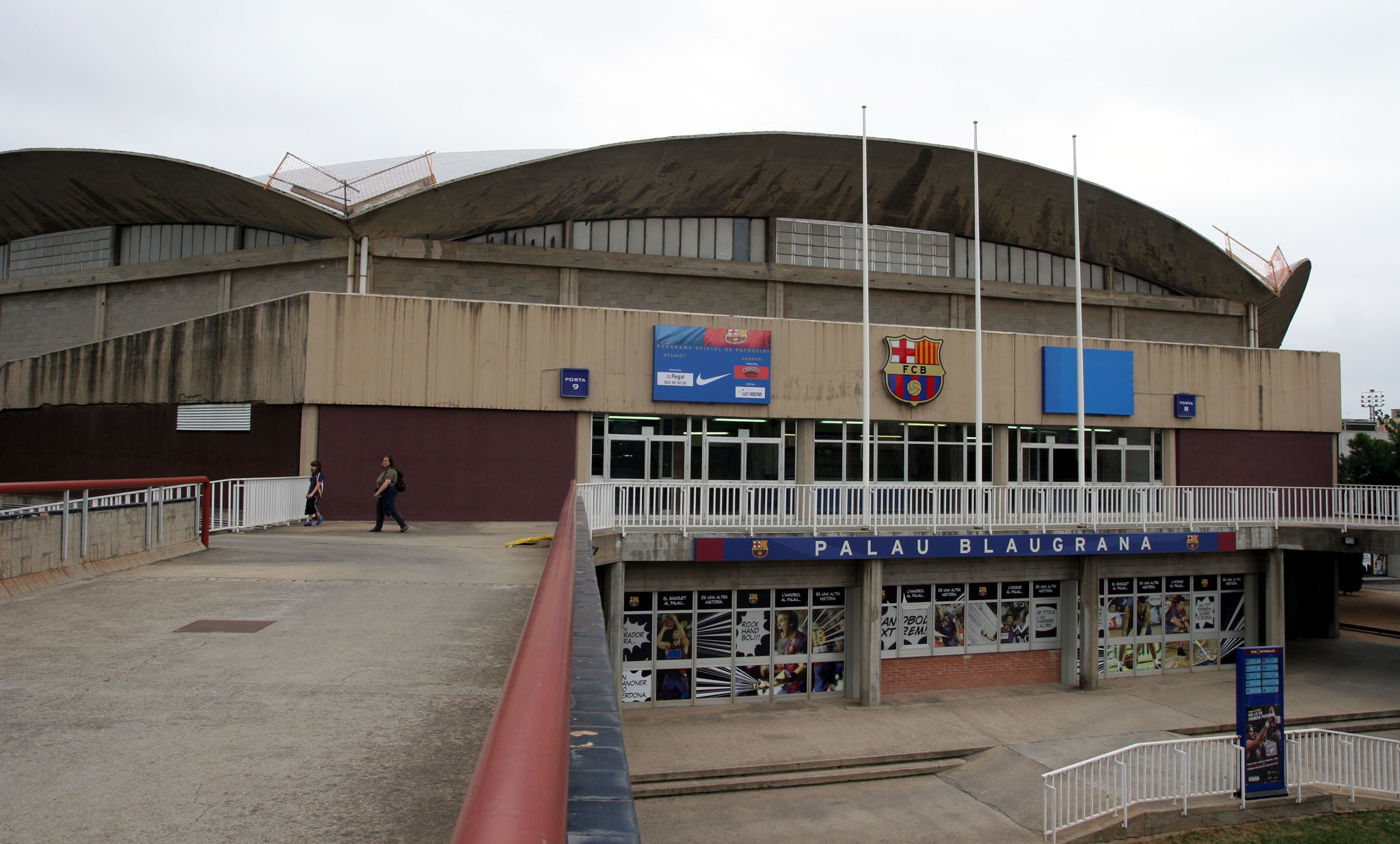
Facciata del palazzetto
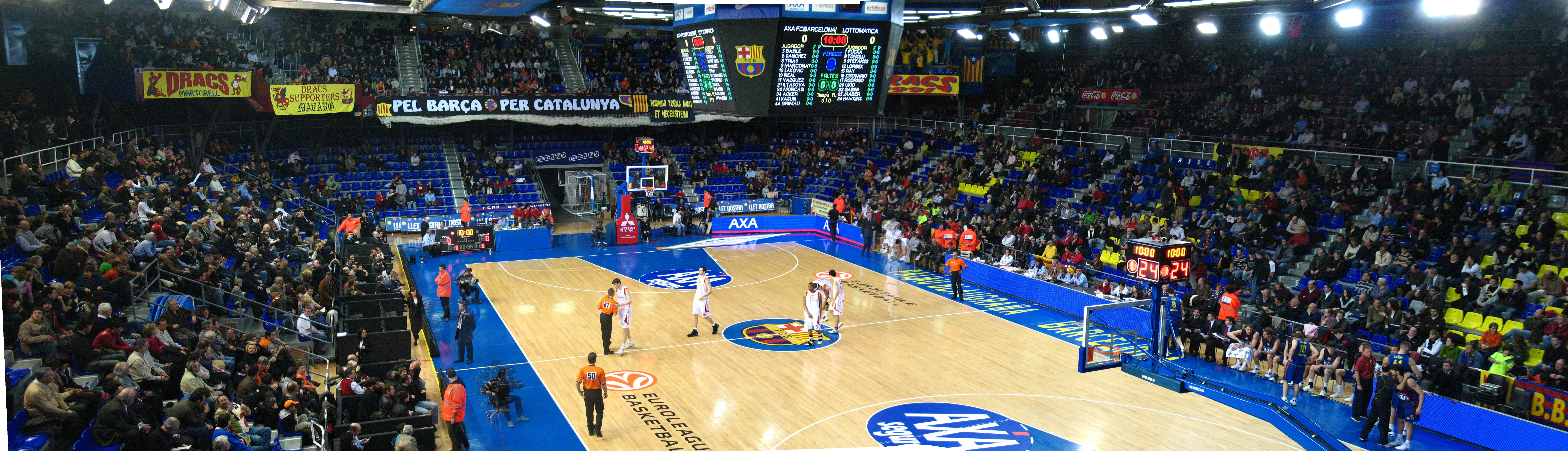
Interno del palazzetto durante un incontro di Eurolega